# Конрад Черњак
Конрад Черњак (пољ. Konrad Czerniak; Пулави, 11. јул 1989) пољски је пливач чија специјалност су спринтерске трке делфин и слободним стилом. Некадашњи је европски првак у вликим и малим базенима, троструки освајач медаља са светских првенстава и учесник олимпијских игара из Лондона 2012. и Рија 2016. године. 

## Спортска каријера
Први значајнији наступ у каријери остварио је на европском јуниорском првенству у Антверпену 2007. где је освојио златну медаљу у трци на 50 метара делфин стилом. Две године касније дебитовао је и на сениорским такмичењима, и то на светском првенству у Риму 2009. где је успео да се пласира у полуфинале трке на 50 слободно (укупно 12. место). Прву медаљу у сениорској конкуренцији — бронзу на 100 делфин — освојио је на европском првенству у Будимпешти 2010. године. Прву медаљу на светски првенствима освојио је у Шангају 2011, сребро на 100 делфин, а нешто касније исте године осваја две златне медаље на европском првенству у малим базенима у Шћећину (50 слободно и 100 делфин). 
Черњак је 2012. по први пут учествовао на Олимпијским играма у Лондону где је остварио солидне резултате, осмо место у финалу трке на 100 делфин и девето место у полуфиналу дисциплине 100 слободно.
Успешан је био и на наредна два светска првенства освојивши бронзане медаље на 100 делфин у Барселони 2013. и на 50 делфин у Казању 2015. године, док је на европском првенству у Берлину 2014. освојио титулу континенталног првака у трци на 100 метара делфин стилом.  
Други наступ на Олимпијским играма имао је у Рију 2016. где му је најбољи резултат било десето место у полуфиналу трке на 100 делфин.
Черњак је учествовао и на светским првенствима у Будимпешти 2017. и Квангџуу 2019. године.